# Damien Renard
Pour les articles homonymes, voir Renard (homonymie).
Damien Renard, né le 20 février 1980, est un orienteur français.

## Biographie
Damien Renard remporte une médaille d'argent à Aichi en 2005 aux Championnats du monde, dans l'épreuve de relais. Il fait de même en 2006 mais aux Championnats d'Europe à Otepää.